# Vitbrynad kungsfiskare
Vitbrynad kungsfiskare (Todiramphus tutus) är en fågel i familjen kungsfiskare inom ordningen praktfåglar.

## Utseende
Vitbrynad kungsfiskare är en 22 cm lång medlem av familjen. Båda könen hos nominatformen (se nedan) har vit panna och vitt ögonbrynsstreck, grönsvart ögonmask, grönblått på hjässa, rygg, cingar och stjärt samt vitt i ett halsband och på undersidan. Näbben har svart övre näbbhalva, ljusgul till elfenbensvit nedre näbbhalva med mörk tuggyta och spets. Ögonirisen är mörkbrun medan fötterna är svarta.
Underarten atiu har huvudsakligen vit hjässa med grön streckning och en grön fläck mer begränsat till den centrala delen. Hos underarten mauke har de vita delarna i fjäderdräkten en beigefärgad anstrykning.

## Utbredning och systematik
Vitbrynad kungsfiskare förekommer på öar i Stilla havet och delas in i tre underarter:
- Todiramphus tutus tutus – förekommer i Borabora, Maupiti, Raiatea, Huahine, Tahaa och Tahiti
- Todiramphus tutus atiu – förekommer på Atiuön (östra Cooköarna)
- Todiramphus tutus mauke – förekommer på Maukeön (östra Cooköarna)

Vissa behandlar mangaiakungsfiskare (Todiramphus ruficollaris) som en underart till vitbrynad kungsfiskare.

## Status och hot
Vitbrynad kungsfiskare har en liten världspopulation bestående av uppskattningsvis endast 2 500–10 000 vuxna individer. Den tros också minska i antal. Internationella naturvårdsunionen IUCN kategoriserar den som nära hotad.